# Чебалсу (приток Томи)
Чебалсу (Чебал-Су, шор. Чабал - "плохой" и Су "река") — река в России, протекает по Кемеровской области. Устье реки находится в 650 км от устья Томи по правому берегу, после стрелки с рекой Уса. Длина реки составляет 14 км. Напротив устья реки находится одноимённый посёлок Чебалсу, Междуреченский городской округ.

## Притоки
- 1 км: Хариузовка[3]
- Сойкин Лог[4]
- 4 км: Узунгальчак
- 6 км: Керпегол[5]
- 8 км: Шарлакгол[5]

## Данные водного реестра
По данным государственного водного реестра России относится к Верхнеобскому бассейновому округу, водохозяйственный участок реки — Томь от истока до города Новокузнецк, без реки Кондома, речной подбассейн реки — Томь. Речной бассейн реки — (Верхняя) Обь до впадения Иртыша.